# Toggenburger Trachten

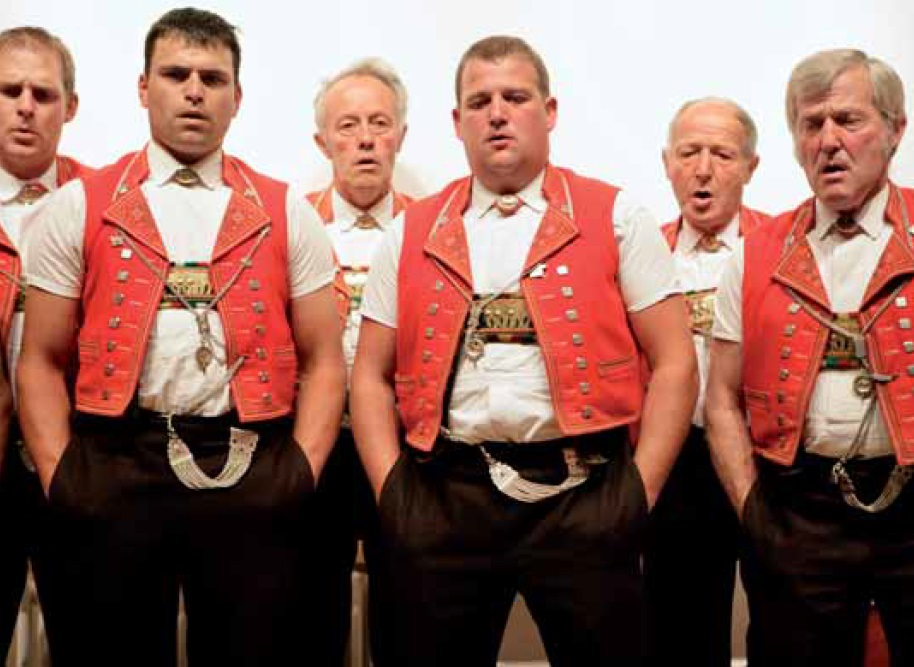
Chor in der Toggenburger Festtagstracht

Das Toggenburg im Ostschweizer Kanton St. Gallen kennt vier Trachten für Männer und drei für Frauen. Die Toggenburger Sennentracht gehört zusammen mit der sehr ähnlichen Appenzeller Sennentracht zu den bekanntesten Trachten der Schweiz. Das Tragen der Sennentracht, der Festtagstracht und des Werktagsgwands ist bis heute lebendiger Volksbrauch ohne Unterstützung von Trachtenvereinen. Diese Trachten werden beim Alpauf- und -abzug, bei Viehschauen, an Festtagen und von Jodelchören getragen.

## Geschichte

Zwei Toggenburgerinnen im Jahr 1809

Die Volkstrachten entwickelten sich im Verlaufe des 17. und 18. Jahrhunderts in Anlehnung an die Moden des städtischen Bürgertums und des ländlichen Patriziats. Während an der Wende vom 18. zum 19. Jahrhundert das städtische Bürgertum den Rüschenkragen mit dem schlichten Bürgerrock vertauschte, standen die Volkstrachten in voller Blüte. Schon im 17. Jahrhundert kannte man in Schwaben gelbe Hosen, aber vor 1800 waren sie im Appenzellerland noch unbekannt. Die Dragoner der Fürstabtei St. Gallen, der Stadt St. Gallen, des Standes Zürich und Württembergs ritten vor der Jahrhundertwende mit gelben Hosen. 1807 ist nachgewiesen, dass im Appenzellerland ansehnliche Summen für Lederhosen ausgegeben wurden. Die Trachtenforschung gibt keine Hinweise, ob die Bauern ausgemusterte Militärhosen trugen. Aber wohin gingen nach dem Franzoseneinfall 1798/99 die Uniformbestände? Bereits für 1797 ist belegt, dass im Toggenburg ein samtenes Brusttuch mehr kostete als ein Paar Lederhosen.
In der ersten Hälfte des 19. Jahrhunderts veränderte die Industrialisierung Lebensverhältnisse und Kultur und die herkömmliche Bekleidung verschwand. Die Frauenbekleidung entwickelte sich im Laufe des 19. Jahrhunderts zur Bescheidenheit mit der Tendenz zum Biedermeier. Die verschwundene Toggenburger Frauentracht wurde um 1925 im Rahmen der Schweizerischen Trachtenbewegung erneuert. Die Toggenburger Sennentracht hingegen trotzte im mittleren und oberen Toggenburg allen Modeströmungen und blieb ununterbrochen erhalten.

## Männertrachten

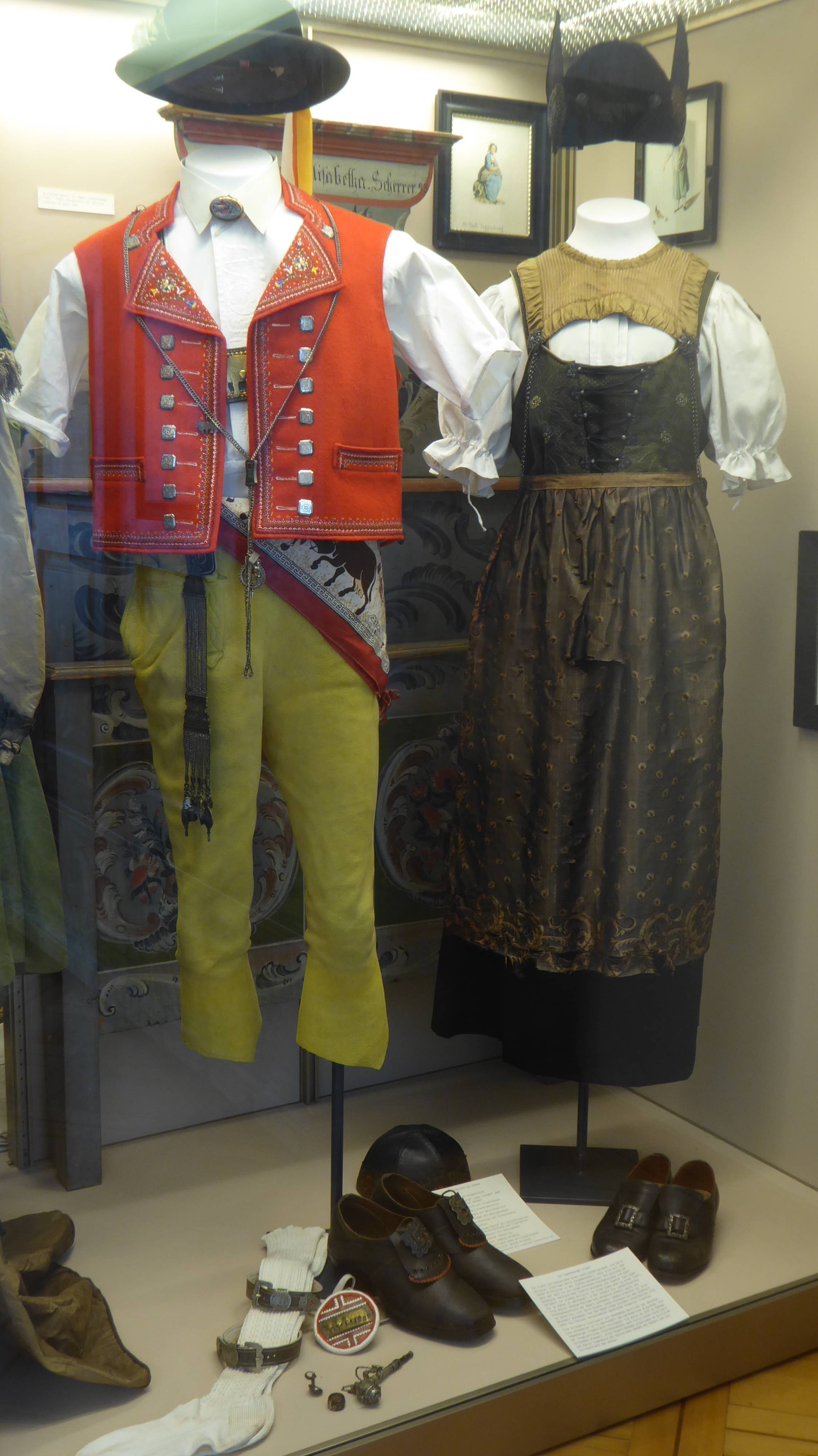
Toggenburger Sennentracht (links) und Toggenburger Sonntagstracht

### Toggenburger Sennentracht
Ein wichtiger Teil der Sennentracht ist das rote, von Hand bestickte und offen getragene Brusttuch, ein Gilet aus rotem Wollstoff mit flachen Silberknöpfen. Die gelben Kniehosen aus Ziegen- oder Fohlenleder haben keinen Hosenschlitz, sondern einen viereckigen Latz, der mit Knöpfen am Bund verschlossen wird («Ladehose»). Um 1750 hatte die Preussische Armee den Hosenschlitz durch einen Latz ersetzt. Über der linken Hüfte wird farbig bedrucktes Sennentuch getragen.
Das Hemd («Chüelihemd») aus weisser Baumwolle ist in der vorderen Mitte mit Alpfahrt und Ornamenten bestickt. Die schwarzen, ledernen Hosenträger sind mit aufwendig ziselierten Messingornamenten beschlagen. Die Männer tragen einen schwarzen Fladenhut aus Filz mit einer Hutrose aus Filigran in der vorderen Mitte, die Buben ein schwarzes Lederkäppchen. Bei der Alpfahrt tragen die Sennen wenn möglich einen frischen Blumenkranz auf der linken Seite des Hutes. Weisse handgestrickte Kniestrümpfe und Sennenschuhe mit Lederlasche und Silberschnalle ergänzen die Tracht.
Als Schmuck trägt der Senn im rechten Ohr den Schlangenkopf mit Schueffe (Kelle) (Schumer), eine vergoldete Krawattenbrosche, eine rechts herunterhängende Hosenladenkette, an der linken Hand einen silbernen Sennenring und allenfalls eine Sennenpfeife mit Silberschmuck.
Diese Tracht unterscheidet sich nur in Details von der Appenzeller Sennentracht. Die Silberhalskette trägt man nur im Toggenburg, nicht aber im Appenzellerland. Weitere Unterschiede gibt es bei den Stickereiverzierungen. Im Toggenburg haben die Hosenträger zum Teil Fransen, jedoch nie in den beiden Halbkantonen.

### Toggenburger Festtagstracht

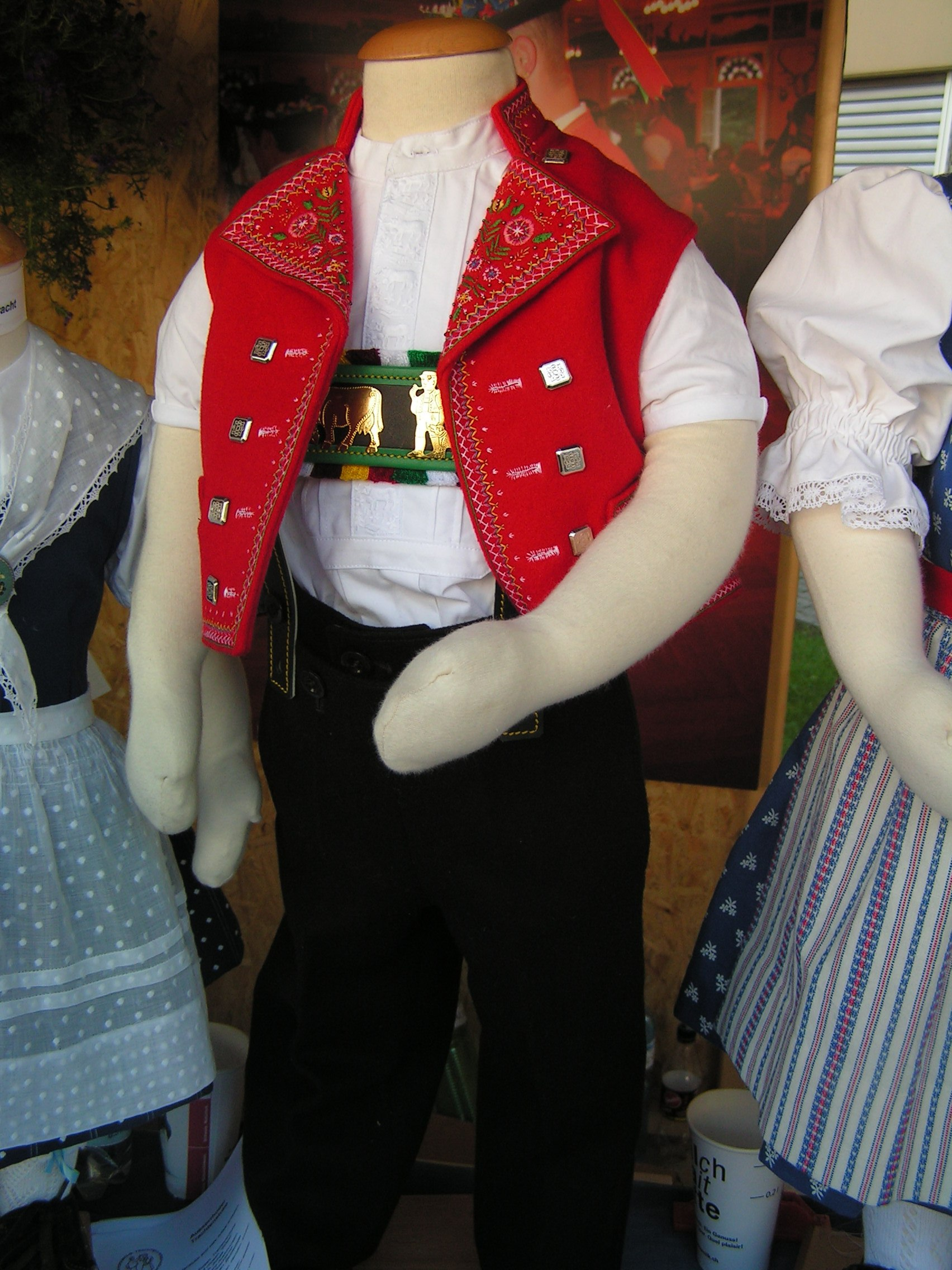
Puppe mit Toggenburger Festtagstracht

Die braunen Hosen des «Tüechligwands», wie die Festtagstracht auch genannt wird, sind gefüttert und bestehen aus Wollstoff. Ihr Hosenladen ist breiter als bei der gelben Kniehose der Sennentracht. Ein Sennentuch ist nicht vorhanden, ansonsten entspricht die Festtagstracht der Toggenburger Sennentracht.

### Toggenburger Sonntagsgwand
Das Sonntagsgwand besteht aus einem braunen Gilet, einem braunen Kittel, einem weissen «Chüelihemd», schwarzen Hosenträgern mit Messingornamenten, brauner Hose mit Hosenladenverschluss, schwarzem Fladenhut mit Hutrose, weissen Socken und Sennenschuhen. Als Schmuck
dient eine Uhrenkette mit einer Taschenuhr.

### Toggenburger Werktagsgwand

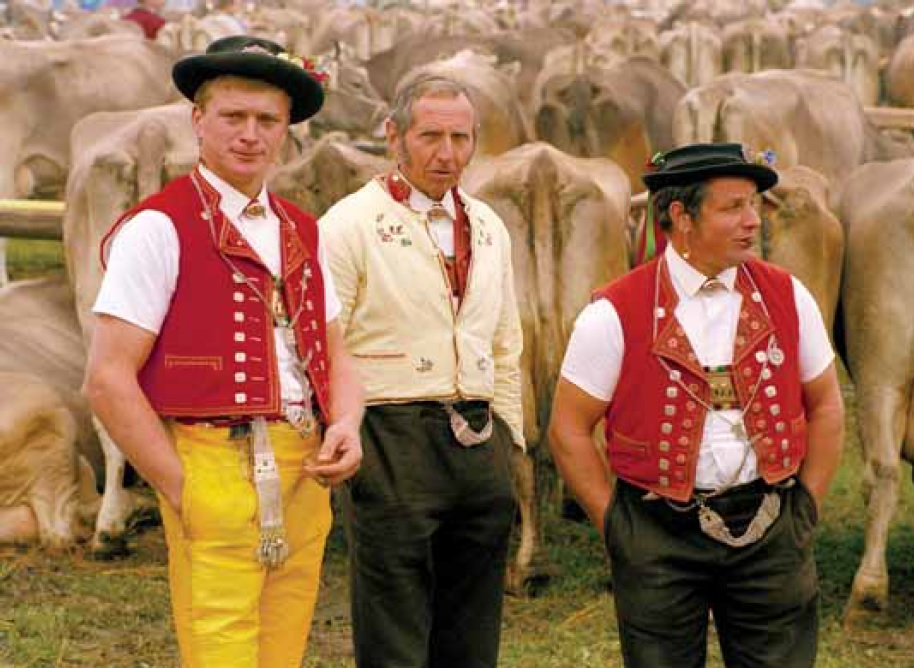
Toggenburger Bauern mit Sennentracht, Werktagsgwand und Festtagstracht (von links nach rechts) an einer Viehschau

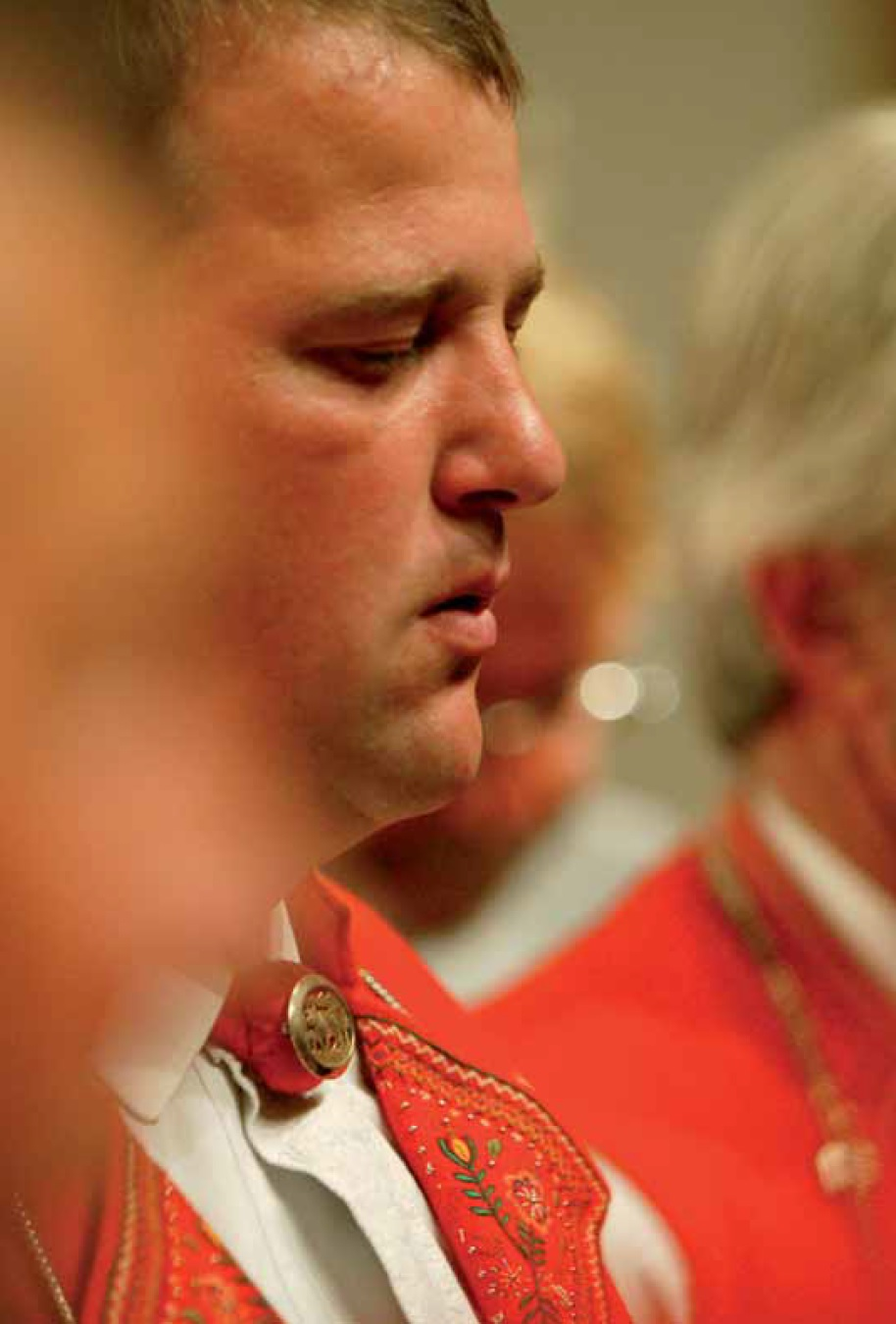
Krawattenbrosche und Stickereien auf dem Brusttuch einer Toggenburger Männertracht

Bestandteile des Werktagsgwands sind ein Tschopen aus gelben Zwilch («Fueterschlutte» oder «Zwilchtschoope»), beziehungsweise ein als «Herzschlüüfer» bezeichneter Überzieher aus gelben Zwilch mit einem Herz vorne in der Mitte, eine graue Strickjacke oder eine schwarze Strickjacke aus Plüsch sowie ein Edelweisshemd aus Barchent.

## Frauentrachten

### Toggenburger Sonntagstracht
Die Sonntagstracht besteht aus einer schwarzen Flügelhaube, einer weissen Bluse aus feinem Leinen- oder Halbleinenstoff, einer Armkette, einem Mieder aus der gleichen schwarzen Wollserge wie der Rock, dem Rock, einer Schürze
aus einfarbiger dunkler Taffetseide, gestrickten weissen Baumwollstrümpfen und Trachtenschuhen mit Silberschnallen.
Im Winter kann die Sonntagstracht mit einer langarmigen Jacke aus schwarzer Wollserge wie Rock und Mieder ergänzt werden. Die Toggenburger Trauertracht ist die Winter-Sonntagstracht, zu der die Frauen ein schwarzes Wollfichu und eine schwarze Damastschürze tragen.

### Toggenburger Tschöpplitracht
Zur Tschöpplitracht gehört ein Rock aus Wollkammgarn in den Farben blau, grün, braun oder schwarz, eine weisse Bluse, ein Tschopen aus gleichem Stoff wie der Rock, eine Schürze mit Streifenmuster längs und einem weissen Fichu. Eine Kopfbedeckung wurde nie getragen, dagegen weisse Strümpfe und schwarze Trachtenschuhe.

### Untertoggenburger Festtagstracht
Die Untertoggenburger Festtagstracht setzt sich zusammen aus einer schwarzen Flügelhaube, einem Rock aus reinwollenem Tuch in dunklen Farben, einem Mieder aus dem gleichen Tuchstoff wie der Rock, einer weissen Bluse, einer feingemusterten Schürze, weissen Strümpfen und schwarzen Trachtenschuhen.